# 莱赫、切赫和罗斯

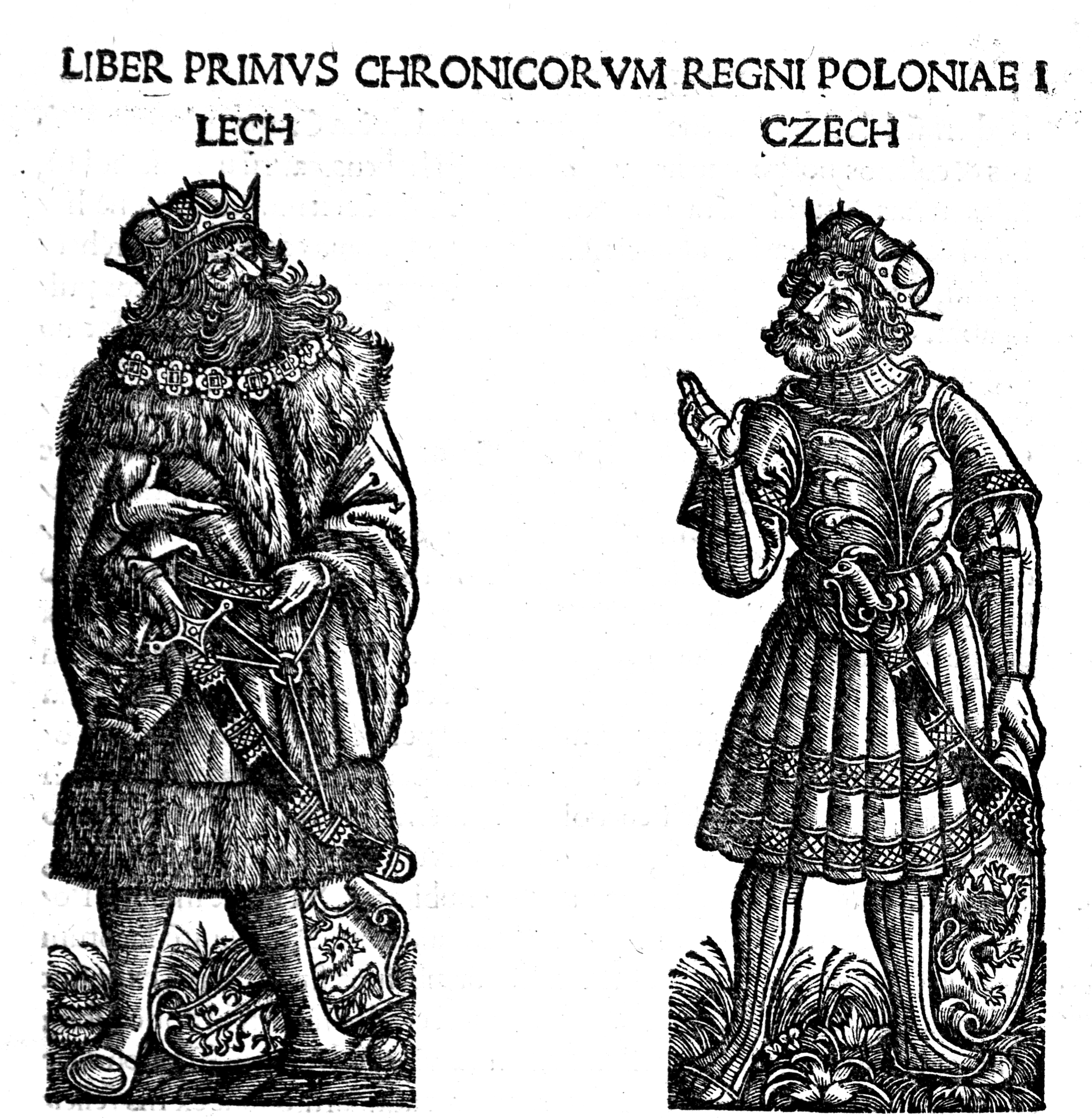
莱赫和切赫

莱赫、切赫和罗斯是关于三位兄弟——莱赫、切赫和罗斯的传说，这三人各自建立了一个斯拉夫国家：波兰（莱赫建立，亦被称为“莱希亚”）、波希米亚（“切希”，切赫建立，现称捷克）、和鲁塞尼亚（“罗斯”，罗斯建立，其后继者为俄罗斯、白俄罗斯和乌克兰）。这个传说版本不一，而某些地区流传的版本只涉及到其中的一个或两个兄弟。

## 传说的版本

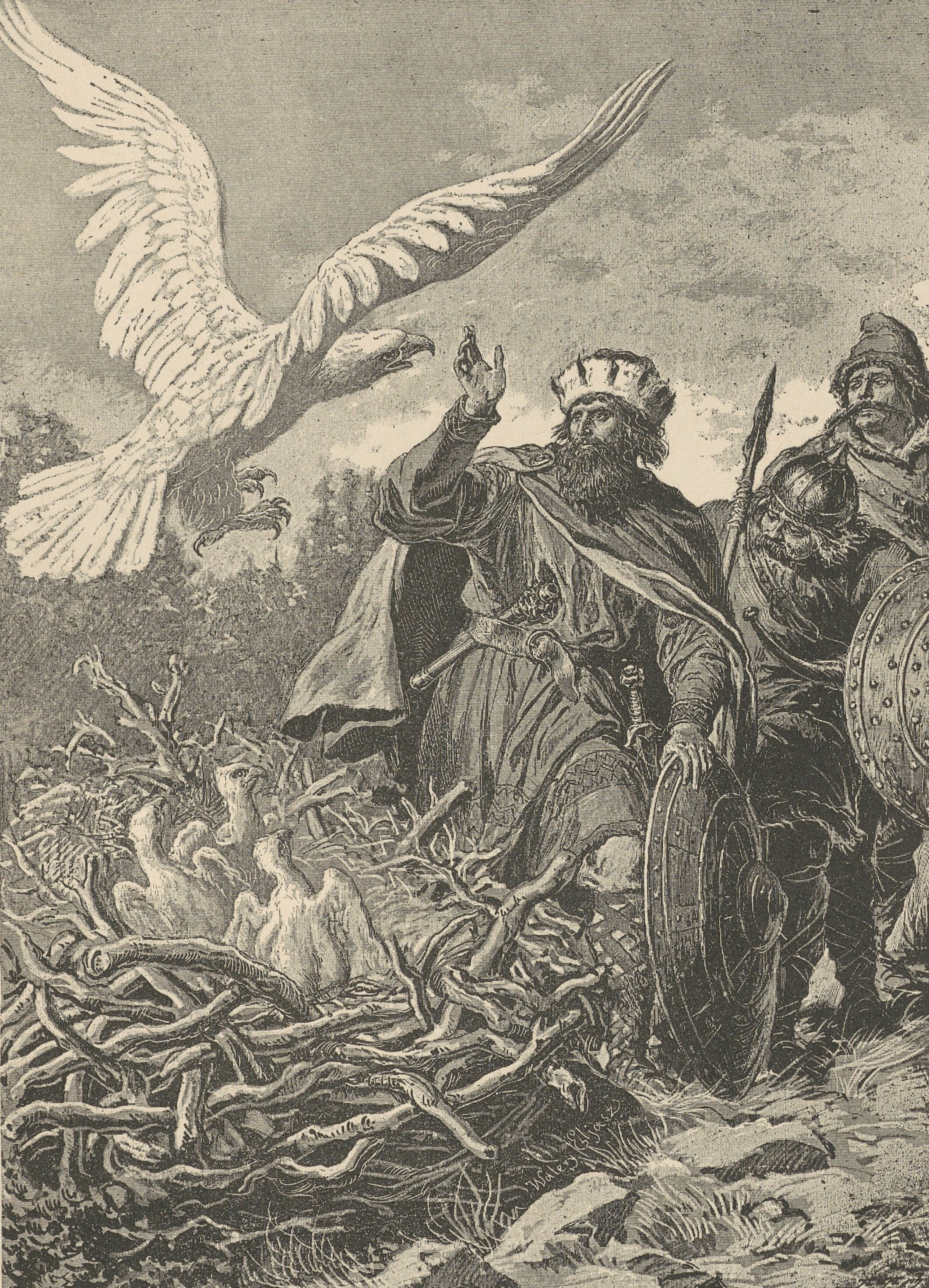
莱赫与白鹰，瓦莱雷·艾尔亚什-拉齐科夫斯基（1841年-1905年）绘

在波兰的传说中，三兄弟一同打猎，但每个兄弟都跟随不同的猎物，最终他们都按照不同的方向前行。罗斯向东走，切赫则到了西边，在波希米亚多丘陵的乡下拢起的日普山上定居了下来，而莱赫一路向北，最终见到了一只栖息在一棵树上保卫着自己的巢的壮美的白鹰，而一轮明亮的红日成了这个景观的背景。他为这种雄伟景象吃惊，但也被其深深打动，于是决定定居于此。他称他的据点（“格勒”）为格涅兹诺（Gniezno，波兰语意为“巢”—gniazdo），并将红底白鹰作为他的家纹，这个纹章流传至今，成为波兰的标志。
莱赫的名字的其他版本包括“莱胡斯”（Lechus）、“拉胡斯”、“莱斯图斯”和“莱谢克”。捷克，或“祖先切赫”（Praotec Čech）也有一个拉丁名“博赫穆斯”（Bohemus）与一个德语名“伯赫姆”（Böhm），因为这个名字是基于一个接近斯拉夫语的德语名。
在捷克共和国还盛行一种版本的传说，这种传说中只有俩兄弟。根据阿洛伊斯·伊拉塞克《旧捷克传奇》的说法，俩弟兄切赫和莱赫从东方来到中欧。而在波兰版本中，切赫被描述为捷克国家的建立者，而莱赫是波兰国家的建立者。切赫为欣赏山间景色，不得不登上日普山，并从此让一个部落定居下来，而莱赫继续向北方低地前进。
一个类似的传说（有些名字发生变化）也在克罗地亚两个彼此独立的地区流传：一个是扎戈列（北克罗地亚）克拉皮纳的凯卡维安方言（kajkavian）区和亚得里亚海沿岸（中达尔马提亚）波利察的察卡维安方言（Chakavian）区。克罗地亚版本的传说在1940年被S. 萨卡奇详细描述分析。

## 传说与真实情况

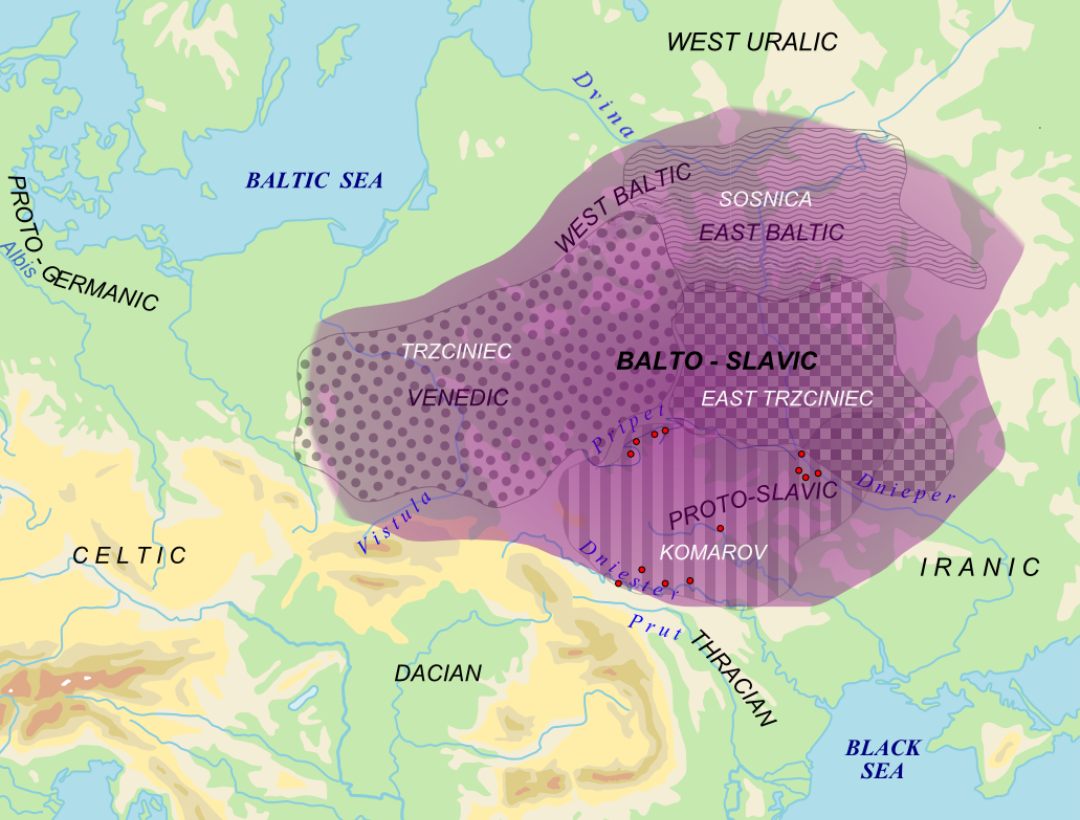
青铜时期波罗的语族与斯拉夫语族语言分布区域合在一起标为紫色，而被认为与波罗的语族和斯拉夫语族使用者相关的重要文化标为白色，红点：古斯拉夫语水文

波兰最早提及莱赫、切赫和罗斯是在1295年于格涅兹诺或波兹南编纂的《大波兰编年史》。而在波希米亚编年史中，切赫是独自出现或是只有莱赫陪同；他在科斯马斯编年史（1125年）第一次以“博赫穆斯”的名字出现。
这个传说暗示了波兰人、捷克人和鲁塞尼亚人（俄罗斯人、乌克兰人和白俄罗斯人）有共同祖先，并说明早在13世纪，至少三个不同的斯拉夫民族知道他们在种族和语言上是相互关联的，同样肯定的是，这三个种族同出一门。 

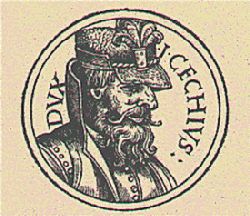
捷克公爵

传说也指出了东欧斯拉夫民族发源地。他们的发源地与主流学者所认为的原始印欧人的发源地——东欧大草原。根据库尔干假说，“在大迁移中留下来的印欧人成为了波罗的语族和斯拉夫语族语言使用者。”
这个传说也试图解释这些民族居住地名称的词源：莱希亚（波兰的另一个名称）、捷克地区（包括波希米亚、摩拉维亚和西里西亚）、和罗斯（鲁塞尼亚）。一位杰出的浪漫主义知识分子扬·科哈诺夫斯基在他一篇关于斯拉夫人起源的散文中，没有提到第三个“兄弟”——罗斯。此外，他再不谈论这个传说，称“没有哪个从事斯拉夫民族研究的历史学家[……]提过那两个斯拉夫领导人，莱赫和切赫”。他进一步假设“切希”和“莱希亚”完全可能是两个民族原来的名字，但是他也并非没有提到也许有个叫莱赫的伟大领导者，他的名字取代了波兰原来的名字，并使后者被人遗忘。

## 罗加林橡树

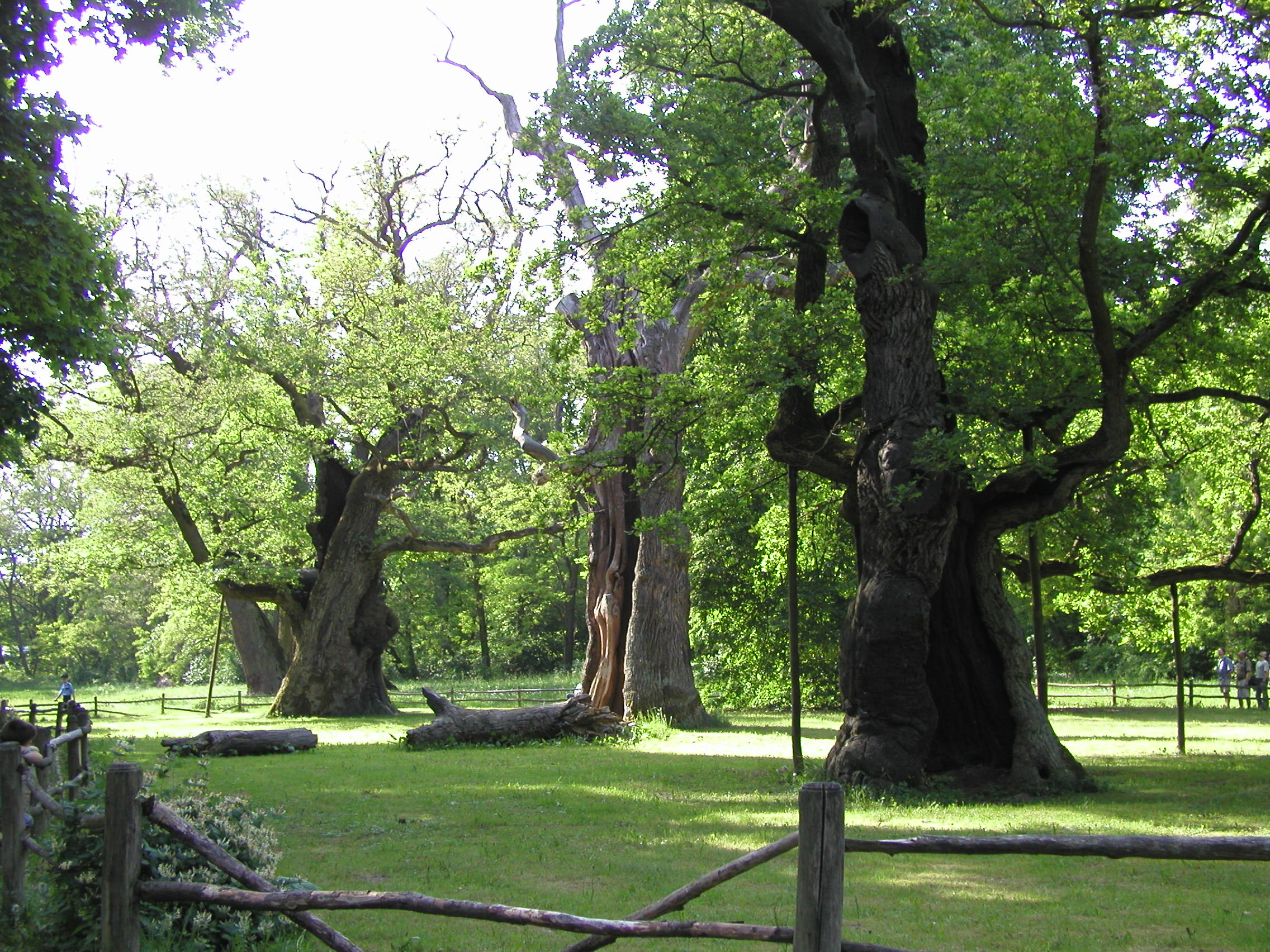
波兰罗加林的莱赫、切赫和罗斯橡树

莱赫、切赫和羅斯也是大波兰罗加林18世纪宫殿旁的三棵老橡树的名字，它们每个都有几百年的树龄。
罗加林在波兰以最大且最美的老橡树群著称。其中的800棵，直径从23英尺到30英尺不等，被列入自然遗产而受到严格保护。